# درینوف (ناحیه میلنیک)
درینوف (به چکی: Dřínov) یک منطقهٔ مسکونی در جمهوری چک است که در ناحیه میلنیک واقع شده‌است. درینوف ۴٫۵۸ کیلومتر مربع مساحت و ۴۴۳ نفر جمعیت دارد و ۱۹۴ متر بالاتر از سطح دریا واقع شده‌است.